# Achterwaartse insnijding
Achterwaartse (in)snijding is een methode in de landmeetkunde om de coördinaten van het punt van de waarneming te bepalen door enkel hoekmetingen te verrichten naar ten minste drie andere, in coördinaten bekende punten in het platte vlak (2-dimensionaal).

Figuur 1. Achterwaartse insnijding via drie andere punten

De methode werd gebruikt in de tijd dat het nauwkeurig meten van afstanden niet eenvoudig was, zoals ook voor driehoeksmeting geldt. De hoeken worden doorgaans gemeten met een theodoliet. 
De 'achterwaartse snijding' is ook bekend als 'het probleem van Snellius', omdat Willebrord Snel (Snellius) hier als eerste een oplossing voor vond (1615). Sinds de invoering van de theodoliet met afstandsmeter (tachymeter) waarmee niet alleen de hoeken, maar ook de afstanden naar de richtpunten nauwkeurig kunnen worden gemeten, wordt de methode met alleen richtingsmetingen nog weinig gebruikt. Er wordt bij gebruik van ook afstandsmetingen gesproken van 'vrijestandplaatsbepaling'.
Men spreekt van het insnijden van punten door hoek- of richtingsmeting en ook wel van voorwaartse en achterwaartse insnijding. De termen snijding en insnijding worden door elkaar gebruikt.
Naast de oplossingsmethode van Snellius hebben de wetenschappers Collins en Cassini ieder een alternatieve oplossing gevonden.

## Beperkingen
- De berekening, ongeacht de methode, van het onbekende punt P (van waaruit de hoeken worden gemeten) is onmogelijk als deze op de cirkel ligt die door de bekende punten A, B en C loopt. Deze cirkel wordt wel gevaarlijke cirkel genoemd. In dat geval blijven de gemeten hoeken namelijk hetzelfde, ongeacht waar P zich op de gevaarlijke cirkel bevindt, en is er geen eenduidige oplossing. Hoe dichter P zich bij de gevaarlijke cirkel bevindt, hoe onnauwkeuriger het resultaat.
- Wanneer gebruik wordt gemaakt van drie bekende richtpunten en in de berekening zou gebruik worden gemaakt van verkeerde coördinaten of hoeken, dan zal dat in de berekening niet naar voren komen. Daarom is het aan te raden om een vierde richtpunt in de berekening te betrekken, waarmee de berekende coördinaten van P wordt gecontroleerd.

## Berekening volgens de methode van Collins

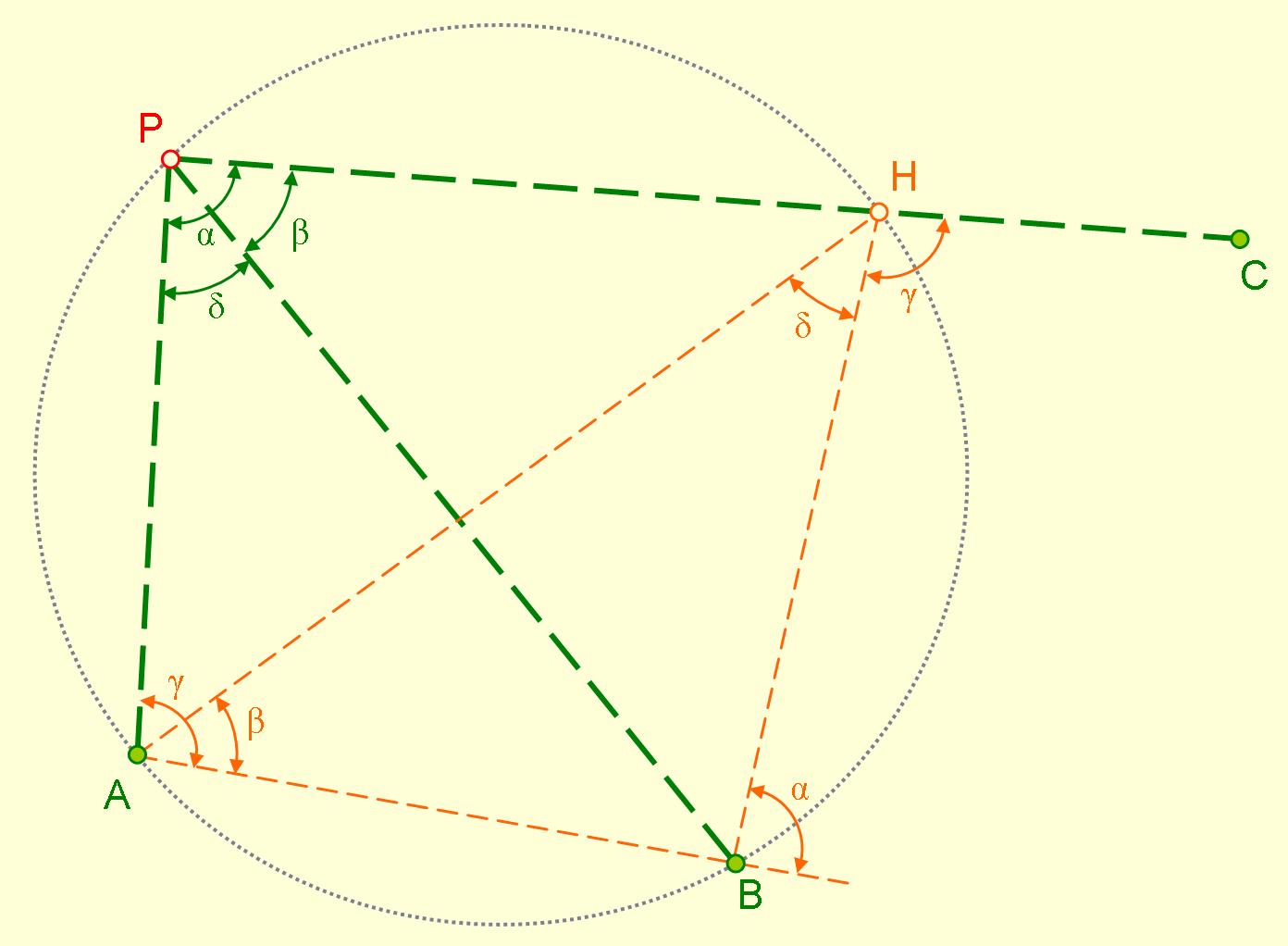
Figuur 2. Het principe van de berekening van de achterwaartse insnijding volgens de methode van Collins

Bij de methode van Collins wordt gebruikgemaakt van één hulppunt, waarvan de coördinaten eerst worden berekend. Zoals in figuur 2 is te zien, zijn de punten A, B en C in xy-coördinaten bekend en is punt P het punt waarvan de coördinaten zijn gewenst en van waaruit de hoeken {\displaystyle \alpha } en {\displaystyle \beta } tussen A, B en C zijn gemeten. H is het hulppunt.
Er geldt: {\displaystyle \alpha =\angle CPA} en {\displaystyle \beta =\angle CPB}, waaruit volgt: {\displaystyle \delta =\alpha -\beta }
Voor hulppunt H geldt dat deze ligt op het snijpunt van (het verlengde van) lijn CP met de cirkel door P, A en B. De coördinaten van H worden door een voorwaartse insnijding berekend vanuit basis AB. Door toepassing van de sinusregel in {\displaystyle \triangle } ABH geldt:
{\displaystyle L_{BH}={\frac {L_{AB}\cdot sin\beta }{sin\delta }}}
waarin
{\displaystyle L_{AB}={\sqrt {(X_{B}-X_{A})^{2}+(Y_{B}-Y_{A})^{2}}}}
Vervolgens kunnen de coördinaten van hulppunt H worden berekend:
{\displaystyle X_{H}=X_{B}+L_{BH}\cdot \sin \varphi _{BH}}
{\displaystyle Y_{H}=Y_{B}+L_{BH}\cdot \cos \varphi _{BH}}
met {\displaystyle \varphi _{BH}=\varphi _{AB}-\alpha }, waarbij geldt (zie argument):
{\displaystyle \varphi _{AB}=\arctan \left({\frac {X_{B}-X_{A}}{Y_{B}-Y_{A}}}\right)}, als {\displaystyle (Y_{B}-Y_{A})<0} dan {\displaystyle \varphi _{AB}} verhogen met 200 gon of 180 graden
Nu de coördinaten van hulppunt H bekend zijn, wordt {\displaystyle \varphi _{AP}} afgeleid door toepassing van de sinusregel in {\displaystyle \triangle } ABP:
{\displaystyle L_{AP}={\frac {L_{AB}\cdot sin(\gamma +\delta )}{sin\delta }}}
en
{\displaystyle \varphi _{AP}=\varphi _{AB}-\gamma }
waarin {\displaystyle \gamma =\varphi _{HB}-\varphi _{HC}=\varphi _{BH}-\varphi _{HC}+200}
Nu {\displaystyle L_{AP}} en {\displaystyle \varphi _{AP}} bekend zijn, kunnen de coördinaten van punt P worden berekend:
{\displaystyle X_{P}=X_{A}+L_{AP}\cdot \sin \varphi _{AP}}
{\displaystyle Y_{P}=Y_{A}+L_{AP}\cdot \cos \varphi _{AP}}

## Berekening volgens de methode van Cassini

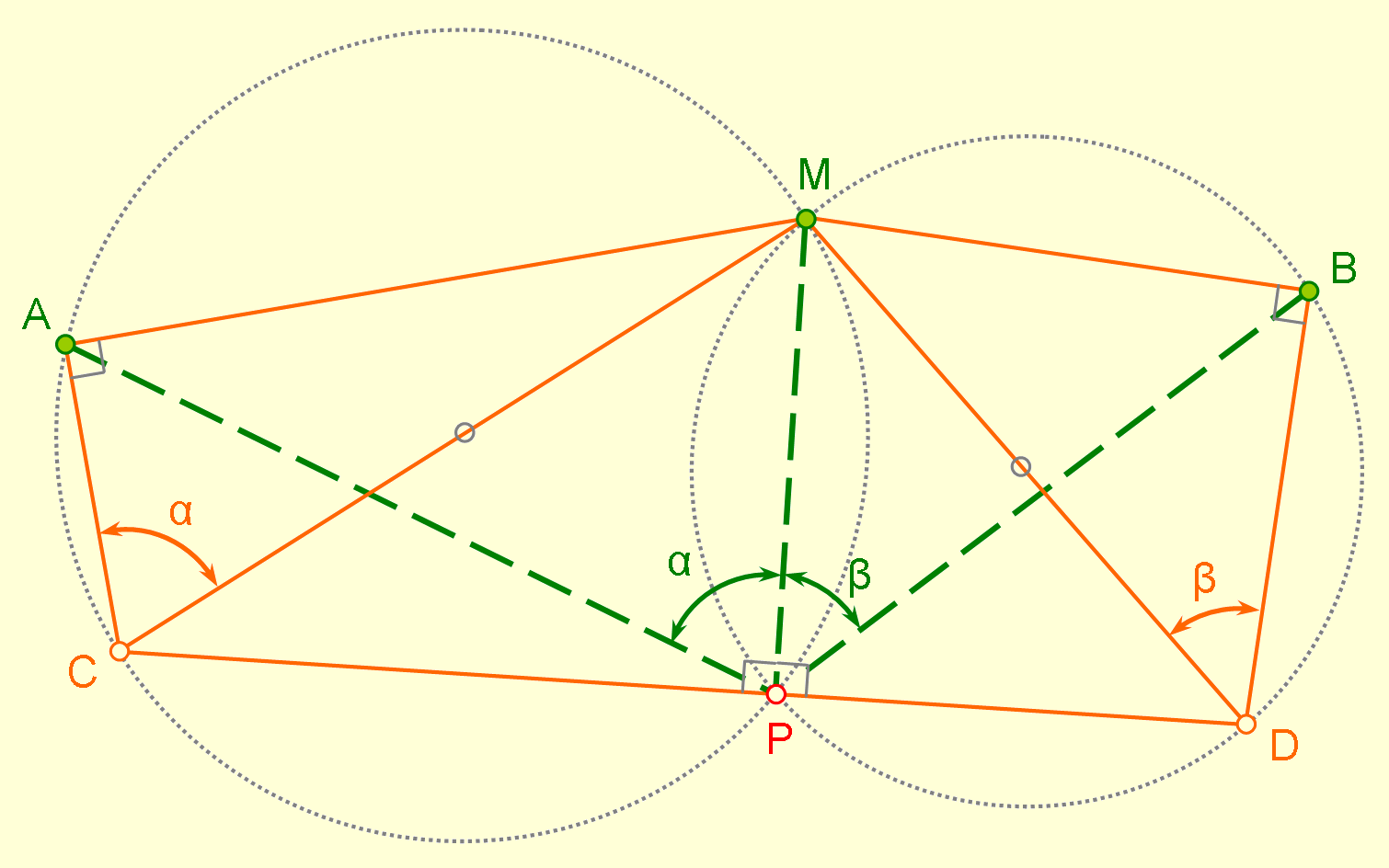
Figuur 3. Het principe van de berekening van de achterwaartse insnijding volgens de methode van Cassini

De oplossingsmethode van Cassini werd in de landmeetkundige praktijk het meest gebruikt. Hiervoor was een 'rekenformulier' beschikbaar waarmee de oplossing stapsgewijs kon worden bepaald. Zoals in figuur 3 is te zien, wordt bij de methode van Cassini gebruikgemaakt van twee hulppunten C en D. De berekening is er op gebaseerd dat de lijnen MC en MD middellijnen zijn van de betreffende cirkel.
Gegeven zijn de xy-coördinaten van de punten A, M en B en de gemeten hoeken {\displaystyle \alpha } en {\displaystyle \beta } vanuit P.
Er geldt:
{\displaystyle \alpha =\angle APM} en {\displaystyle \beta =\angle MPB}
Voor de berekening wordt een cirkel getekend door de punten P, M en A en door P, M en B. Vervolgens wordt een lijn getekend door P, loodrecht op PM; op het snijpunt met de cirkels ontstaan hierdoor de hulppunten C en D. Er geldt dat MC en MD middellijnen zijn van de betreffende cirkel, waardoor de gemeten hoeken {\displaystyle \alpha } en {\displaystyle \beta } terugkomen in rechthoekige driehoeken MAC en MBD. De coördinaten van de hulppunten kunnen vervolgens worden berekend:
{\displaystyle X_{C}=X_{A}+(Y_{M}-Y_{A})\cdot \cot \alpha }
{\displaystyle Y_{C}=Y_{A}-(X_{M}-X_{A})\cdot \cot \alpha }
evenzo geldt:
{\displaystyle X_{D}=X_{B}-(Y_{M}-Y_{B})\cdot \cot \beta }
{\displaystyle Y_{D}=Y_{B}+(X_{M}-X_{B})\cdot \cot \beta }
Stel:
{\displaystyle n={\frac {X_{C}-X_{D}}{Y_{C}-Y{D}}}} en {\displaystyle N=n+{\frac {1}{n}}}
Voor de coördinaten van P geldt dan:
{\displaystyle X_{P}={\frac {n\cdot X_{M}+{\frac {1}{n}}\cdot X_{C}+Y_{M}-Y_{C}}{N}}}
{\displaystyle Y_{P}={\frac {n\cdot Y_{C}+{\frac {1}{n}}\cdot Y_{M}+X_{M}-X_{C}}{N}}}

## Zie ook

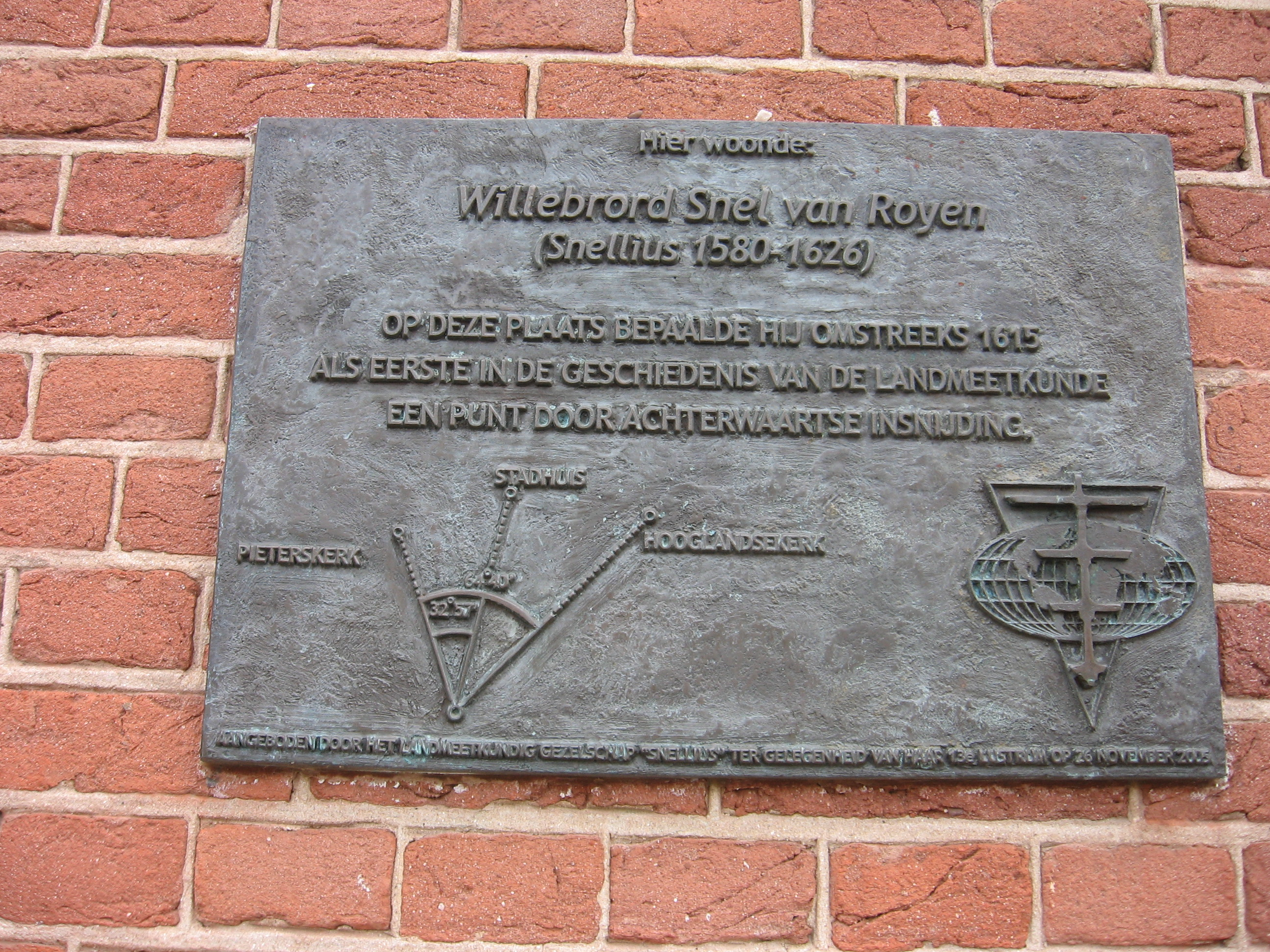
Figuur 4. Plaquette op de locatie van het huis van Snellius in Leiden